# Élections fédérales ouest-allemandes de 1987
Les élections fédérales ouest-allemandes de 1987 (en allemand : Bundestagswahl 1987) se tiennent le 25 janvier 1987, afin d'élire la 11e législature du Bundestag.

## Résultats

### Nationaux
|                        |                                            |                                              |                  |                  |                  |                  |            |       |       |        |                  |                  |                  |                  |
| Partis                 | Partis                                     | Partis                                       | Circonscriptions | Circonscriptions | Circonscriptions | Circonscriptions | Liste      | Liste | Liste | Liste  | Total des sièges | Total des sièges | Total des sièges | Total des sièges |
| Partis                 | Partis                                     | Partis                                       | Votes            | %                | Sièges           | +/-              | Votes      | %     | +/-   | Sièges | Total            | +/-              | DB               | Total            |
|                        |                                            | Union chrétienne-démocrate d'Allemagne (CDU) | 14 168 527       | 37,54            | 124              | 12               | 13 045 745 | 34,45 | 3,70  | 50     | 174              | 17               | 11               | 185              |
|                        | Union chrétienne-sociale en Bavière (CSU)  | 3 859 244                                    | 10,23            | 45               | 1                | 3 715 827        | 9,81       | 0,82  | 4     | 49     | 4                | 0                | 49               |                  |
| Total CDU/CSU          | Total CDU/CSU                              | 18 027 771                                   | 47,76            | 169              | 11               | 16 761 572       | 44,26      | 4,53  | 54    | 223    | 21               | 11               | 234              |                  |
|                        | Parti social-démocrate d'Allemagne (SPD)   | Parti social-démocrate d'Allemagne (SPD)     | 14 787 953       | 39,18            | 79               | 11               | 14 025 763 | 37,04 | 1,14  | 107    | 186              | 7                | 7                | 193              |
|                        | Parti libéral-démocrate (FDP)              | Parti libéral-démocrate (FDP)                | 1 760 496        | 4,66             | 0                | en stagnation    | 3 440 911  | 9,09  | 2,14  | 46     | 46               | 12               | 2                | 48               |
|                        | Les Verts (Grünen)                         | Les Verts (Grünen)                           | 2 649 459        | 7,02             | 0                | en stagnation    | 3 126 256  | 8,26  | 2,69  | 42     | 42               | 15               | 2                | 44               |
|                        | Parti national-démocrate d'Allemagne (NPD) | Parti national-démocrate d'Allemagne (NPD)   | 182 880          | 0,48             | 0                | en stagnation    | 227 054    | 0,60  | 0,37  | 0      | 0                | en stagnation    | 0                | 0                |
|                        | Parti écologiste-démocrate (ÖDP)           | Parti écologiste-démocrate (ÖDP)             | 40 765           | 0,11             | 0                | en stagnation    | 109 152    | 0,29  | 0,26  | 0      | 0                | en stagnation    | 0                | 0                |
|                        | Parti des femmes (FRAUEN)                  | Parti des femmes (FRAUEN)                    |                  |                  |                  |                  | 62 904     | 0,17  | Nv.   | 0      | 0                | en stagnation    | 0                | 0                |
|                        | Parti bavarois (BP)                        | Parti bavarois (BP)                          | 8 024            | 0,02             | 0                | en stagnation    | 26 367     | 0,07  | Abs.  | 0      | 0                | en stagnation    | 0                | 0                |
|                        | Citoyens responsables (MB)                 | Citoyens responsables (MB)                   | 611              | 0,00             | 0                | en stagnation    | 24 630     | 0,07  | Nv.   | 0      | 0                | en stagnation    | 0                | 0                |
|                        | Patriotes pour l'Allemagne (Patrioten)     | Patriotes pour l'Allemagne (Patrioten)       | 27 352           | 0,07             | 0                | en stagnation    | 22 732     | 0,06  | Nv.   | 0      | 0                | en stagnation    | 0                | 0                |
|                        | Parti du centre allemand (DZP)             | Parti du centre allemand (DZP)               | 4 020            | 0,01             | 0                | en stagnation    | 19 035     | 0,05  | Abs.  | 0      | 0                | en stagnation    | 0                | 0                |
|                        | Autres                                     | Autres                                       | 436 362          | 1,16             | 0                | en stagnation    | 20 943     | 0,05  | —     | 0      | 0                | en stagnation    | 0                | 0                |
|                        |                                            |                                              |                  |                  |                  |                  |            |       |       |        |                  |                  |                  |                  |
| Votes valides          | Votes valides                              | Votes valides                                | 37 742 813       | 98,74            |                  |                  | 37 867 319 | 99,06 |       |        |                  |                  |                  |                  |
| Votes blancs et nuls   | Votes blancs et nuls                       | Votes blancs et nuls                         | 482 481          | 1,26             | 357 975          | 0,94             |            |       |       |        |                  |                  |                  |                  |
| Total                  | Total                                      | Total                                        | 38 225 294       | 100              | 248              | 2                | 38 225 294 | 100   | —     | 249    | 497              | 1                | 22               | 519              |
| Abstentions            | Abstentions                                | Abstentions                                  | 7 102 688        | 15,67            |                  |                  | 7 102 688  | 15,67 |       |        |                  |                  |                  |                  |
| Inscrits/Participation | Inscrits/Participation                     | Inscrits/Participation                       | 45 327 982       | 84,33            | 45 327 982       | 84,33            |            |       |       |        |                  |                  |                  |                  |

### Par Land
| Land                        | Union                                   | SPD                                     | FDP                                     | Grünen                                  | Autres                                  |
| --------------------------- | --------------------------------------- | --------------------------------------- | --------------------------------------- | --------------------------------------- | --------------------------------------- |
| Land                        |                                         |                                         |                                         |                                         |                                         |
| Bade-Wurtemberg             | 46,7 %                                  | 29,3 %                                  | 12,0 %                                  | 10,0 %                                  | 2,0 %                                   |
| Basse-Saxe                  | 41,5 %                                  | 41,4 %                                  | 8,8 %                                   | 7,4 %                                   | 0,9 %                                   |
| Bavière                     | 55,1 %                                  | 27,0 %                                  | 8,1 %                                   | 7,7 %                                   | 2,1 %                                   |
| Berlin-Ouest                | Les députés sont choisis par le Landtag | Les députés sont choisis par le Landtag | Les députés sont choisis par le Landtag | Les députés sont choisis par le Landtag | Les députés sont choisis par le Landtag |
| Brême                       | 28,9 %                                  | 46,5 %                                  | 8,8 %                                   | 14,5 %                                  | 1,3 %                                   |
| Hambourg                    | 37,4 %                                  | 41,2 %                                  | 9,6 %                                   | 11,0 %                                  | 0,8 %                                   |
| Hesse                       | 41,3 %                                  | 38,7 %                                  | 9,1 %                                   | 9,4 %                                   | 1,5 %                                   |
| Rhénanie-du-Nord-Westphalie | 40,1 %                                  | 43,2 %                                  | 8,4 %                                   | 7,5 %                                   | 0,8 %                                   |
| Rhénanie-Palatinat          | 45,1 %                                  | 37,1 %                                  | 9,1 %                                   | 7,5 %                                   | 1,2 %                                   |
| Sarre                       | 41,2 %                                  | 43,5 %                                  | 6,9 %                                   | 7,1 %                                   | 1,3 %                                   |
| Schleswig-Holstein          | 41,9 %                                  | 39,8 %                                  | 9,4 %                                   | 8,0 %                                   | 1,9 %                                   |
| Allemagne                   | 44,2 %                                  | 37,0 %                                  | 9,1 %                                   | 8,3 %                                   | 1,3 %                                   |